# Geniohyus
Geniohyus is een geslacht van uitgestorven zoogdieren dat behoort tot de Hyracoidea. Het leefde in het Onder-Oligoceen (ongeveer 33 - 28 miljoen jaar geleden) en er zijn fossiele overblijfselen gevonden in Afrika.

## Kenmerken
Dit dier, hoewel nauw verwant aan de huidige procavia's, was niet erg vergelijkbaar met de huidige vormen. De schedel van Geniohyus was in feite erg langwerpig aan de voorkant en had een lange smalle snuit en een ongewoon kort postorbitaal gebied. De frontale en traanbeenderen strekten zich naar voren uit, veel meer dan bij de huidige Hyracoidea. De neusbeenderen waren niet afgeknot, maar eindigden in een spitse structuur. Een sterke sagittale kam was aanwezig en het verhemelte was uitzonderlijk smal. De onderkaak droeg in zijn binnenoppervlak een min of meer driehoekig venster ter hoogte van de laatste twee kiezen. De kiezen en premolaren waren gekroond en laag en de onderste vierde premolaar had een entoconide. De bovenste kiezen hadden een dikke mesostyle en de bovenste derde kies was driehoekig van vorm.

## Classificatie
Geniohyus werd in 1904 benoemd door Charles William Andrews op basis van fossiele resten in de bodem van het Oligoceen in het onderste gedeelte van de Fajoem in Egypte. De typesoort is Geniohyus mirus en werd gevonden in Jebel Qatrani in het Birket-el-Qarun gebied. Vervolgens werd een andere soort gevonden in Fajoem, G. diphycus, beschreven door Matsumoto in 1926. De G. magnus-soort, benoemd door Andrews in 1904, werd soms toegeschreven aan het geslacht Saghatherium.
Geniohyus werd aanvankelijk toegeschreven aan de Suidae door Andrews, vanwege de gelijkenis met betrekking tot de kiezen en pas later herkende Schlosser de nabijheid van dit geslacht tot de Hyracoidea. Momenteel wordt Geniohyus beschouwd als een archaïsche maar eerder gespecialiseerde hyracoïde. In het bijzonder wordt hij beschouwd als een vertegenwoordiger van de Pliohyracidae, een groep uitgestorven hyracoïden met zelfs grote vormen. De subfamilie Geniohyinae, waartoe Geniohyus behoort, overleefde tot het Mioceen met het geslacht Brachyhyrax en wordt soms beschouwd als de zelfstandige familie Geniohyidae.